# Stichophanes ningshaanensis
Stichophanes ningshaanensis – gatunek węża z rodziny połozowatych (Colubridae), jedyny przedstawiciel monotypowego rodzaju Stichophanes. Endemit Chin, znany tylko z kilku stanowisk w prowincjach Shaanxi i Hebei.